# Copulabyssia
Copulabyssia là một chi ốc biển, là động vật thân mềm chân bụng sống ở biển thuộc họ Pseudococculinidae.

## Các loài
Các loài trong chi Copulabyssia gồm có:
- Copulabyssia colombia Ardila & Harasewych, 2005[3]
- Copulabyssia corrugata (Jeffreys, 1883)[4]
- Copulabyssia leptalea (A. E. Verrill, 1884)[5]
- Copulabyssia riosi Leal & Simone, 2000[6]